# L'assassin viendra ce soir
Pour plus de détails, voir Fiche technique et Distribution.
L'assassin viendra ce soir est un film policier français réalisé par Jean Maley, sorti en 1964. 

## Synopsis
Le commissaire Serval et son équipe d'inspecteurs mènent l'enquête sur de mystérieuses morts, toutes d'origine cardiaque.

## Fiche technique
- Titre : L'assassin viendra ce soir
- Réalisation : Jean Maley
- Scénaristes : Jean-Michel Cabin et Michel Dubosc
- Musique : Camille Sauvage
- Société de production : Association Européenne de Production
- Société de distribution : Les Films Jacques Leitienne
- Pays de production :  France
- Genre : Film dramatique, Film policier, thriller
- Format : Noir et blanc — 35 mm — 1,37:1 — Son : Mono
- Durée : 98 minutes
- Date de sortie :
  - France : 11 mars 1964

## Distribution
- Raymond Souplex : le commissaire Serval
- Renée Cosima : Catherine Muller
- François Deguelt : l'inspecteur Garnier
- Jean Daurand: l'adjoint du commissaire
- Noël Roquevert : le commandant Henri Muller
- Daniel Emilfork : le directeur du magasin de pompes funèbres
- Jean Tissier : le jardinier
- Pierre Doris : un inspecteur
- Guy Piérauld : un inspecteur

## Autour du film
Le film compte parmi ses principaux acteurs les deux protagonistes de la très populaire première série de téléfilms Les cinq dernières minutes, créée par Claude Loursais et tournée entre 1958 et 1973, à savoir Raymond Souplex et Jean Daurand dans des rôles très similaires.